# Laphria histrionica
Laphria histrionica là một loài ruồi trong họ Asilidae. Laphria histrionica được Wulp miêu tả năm 1872.